# Allan Simonsen
Allan Rodenkam Simonsen (sinh 15 tháng 12 năm 1952) là huấn luyện viên và cựu cầu thủ bóng đá người Đan Mạch. Trong sự nghiệp cầu thủ, thời kì đỉnh cao ông thi đấu cho câu lạc bộ Đức Borussia Mönchengladbach, giành 2 Cúp UEFA vào năm 1975 và 1979, và FC Barcelona của Tây Ban Nha, giành Cúp C2 châu Âu năm 1982. Allan Simonsen là cầu thủ duy nhất ghi bàn trong các trận chung kết của cả ba Cúp châu Âu: Cúp C1, Cúp C2 và Cúp C3 (Cúp UEFA). Ông giành được danh hiệu Quả Bóng Vàng năm 1977.
Trong màu áo đội tuyển quốc gia Đan Mạch, Simonsen tham gia 55 trận, ghi được 20 bàn.. Ông có mặt trong đội hình đội tuyển Đan Mạch tại Thế vận hội Mùa hè 1972, Giải vô địch bóng đá châu Âu 1984 và Giải vô địch bóng đá thế giới 1986.

## Sự nghiệp

### Cầu thủ
Sinh ra tại Vejle, ông có trận đấu ra mắt tại câu lạc bộ Vejle Boldklub (VB) năm 1971. Ông giành danh hiệu vô địch Đan Mạch hai năm 1971 và 1972 cùng câu lạc bộ, trong đó năm 1972 còn giành thêm cả Cúp bóng đá Đan Mạch để có được cú đúp. Ông đá trận đầu tiên cho đội tuyển quốc gia vào tháng 7 năm 1972 với đội tuyển Iceland. Ông ghi hai bàn thắng giúp đội nhà thắng 5-2. Simonsen có mặt trong đội tuyển Đan Mạch tham dự Olympic mùa hè 1972. Tại Olympic, ông ghi 3 bàn trong 3 trận đầu giúp đội nhà lọt vào vòng hai. Simonsen mất phong độ ở vòng hai, bị thay ra ở 2 trong 3 trận cuối và Đan Mạch bị loại.
Với màn trình diễn ấn tượng (ghi 3 bàn) tại giải đấu quốc tế đầu tiên, Simonsen chuyển tới Đức thi đấu cho Borussia Mönchengladbach. Tuy khởi đầu ở đây không thành công, nhưng sau một thời gian ông đã có mặt trong đội hình chính. Mönchengladbach giành chức vô địch Bundesliga năm 1975 và Cúp UEFA cùng năm, với 2 bàn đóng góp của Simonsen trong trận chung kết. Mönchengladbach giành thêm một chức vô địch Bundesliga vào năm sau, 1976, và giành luôn cú đúp khi đoạt Cúp bóng đá Đức.
1977 là năm thành công nhất trong sự nghiệp của Simonsen. Mönchengladbach giành chức vô địch Bundesliga lần thứ ba liên tiếp và vào tới trận chung kết Cúp C1 châu Âu.. Simonsen có bàn gỡ hoà 1-1 cho đội nhà, nhưng chung cuộc Mönchengladbach chịu thất bại 1-3 trước đối thủ Liverpool của Anh. Ông là cầu thủ Đan Mạch đầu tiên được bầu chọn danh hiệu Quả bóng vàng châu Âu. Cuộc đua tới danh hiệu này rất quyết liệt khi Simonsen chỉ vượt qua tiền vệ Anh Kevin Keegan 3 điểm và tiền vệ Pháp Michel Platini 4 điểm để giành được giải thưởng uy tín này. Chiến thắng này càng ấn tượng khi đội tuyển Đan Mạch của Simonsen trong thập niên 1970 không phải là đội tuyển mạnh, do vậy ông không có nhiều cơ hội thể hiện ở cấp độ đội tuyển quốc gia.
Ông có thêm được một danh hiệu Cúp UEFA với Mönchengladbach năm 1979, đóng góp bàn thắng quyết định trong trận chung kết. Sau đó ông chuyển sang Tây Ban Nha chơi cho FC Barcelona. Tại đây ông có được một Cúp Quốc gia Tây Ban Nha năm 1981 và tiếp theo là Cúp C2 châu Âu năm 1982, Simonsen ghi một bàn trong chiến thắng 2-1 ở trận chung kết. Khi Barcelona ký hợp đồng với tiền đạo Argentina Diego Maradona năm 1982, số cầu thủ nước ngoài trong đội thừa ra, do đó đội bóng có kế hoạch chuyển nhượng Simonsen. Ông chuyển tới thi đấu ở giải hạng nhì của Anh một cách bất ngờ trong màu áo Charlton Athletic với mức phí là 300.000 bảng Anh năm 1983. Mặc dù ghi được 9 bàn trong 16 trận ở đây, Simonsen vẫn bị đặt trong diện chuyển nhượng của Charlton Athletic do câu lạc bộ không đủ tiền để trả lương cho ông. Từ chối những lời chào mời của Tottenham Hotspur và một vài câu lạc bộ ở Serie A, ông quay trở lại câu lạc bộ quê nhà Vejle BK năm 1983.
Ông giữ vai trò quan trọng trong đội tuyển quốc gia Đan Mạch dưới thời huấn luyện viên Sepp Piontek. Tại vòng loại Euro 1984, Đan Mạch hơn đội đứng thứ nhì là Anh đúng 1 điểm trước khi hai đội gặp nhau tại sân nhà của Anh, Wembley vào tháng 9 năm 1983. Simonsen ghi một trong những bàn thắng quan trọng nhất trong lịch sử bóng đá Đan Mạch khi sút thành công quả phạt đền trước thủ môn Anh Peter Shilton. Chiến thắng tối thiểu này đảm bảo cho Đan Mạch lần đầu tiên lọt vào vòng chung kết một giải đấu quốc tế kể từ Thế vận hội mùa hè 1972 và một vòng chung kết Euro sau Euro 1964. Ông về thứ ba trong cuộc bầu chọn Quả bóng vàng châu Âu cùng năm.
Euro 1984 kết thúc nhanh chóng với Simonsen, khi ông bị gãy chân trong pha va chạm với Yvon Le Roux ngay trong trận đầu tiên của Đan Mạch gặp Pháp. Mặc dù không có Simonsen, đội tuyển Đan Mạch vẫn vào tới bán kết. Ở câu lạc bộ, ông nghỉ nửa sau mùa giải vì chấn thương, nhưng Vejle vẫn giành được chức vô địch Đan Mạch năm 1984. Simonsen cũng có mặt trong đội hình đội tuyển quốc gia dự World Cup 1986, vòng chung kết World Cup đầu tiên của Đan Mạch. Tuy nhiên ông chỉ chơi duy nhất 1 trận trong giải khi vào thay người vì tuổi tác. Simonsen có trận đấu giã từ sự nghiệp thi đấu quốc tế gặp đội tuyển Đức tháng 9 năm 1986. Ông chơi cho Vejle đến khi giải nghệ cầu thủ năm 1989 ở tuổi 37, chơi tổng cộng 282 trận và ghi 104 bàn thắng cho Vejle.

### Huấn luyện viên
Sau khi giải nghệ, ông làm huấn luyện viên cho Vejle BK trong 2 năm. Sau đó ông làm huấn luyện viên cho các đội tuyển quốc gia Quần đảo Faroe từ 1994 tới 2001 và Luxembourg từ 2001 đến 2004.

## Danh hiệu

### Câu lạc bộ
Vejle Boldklub
- Danish championship: 1971, 1972, 1984
- Danish Cup: 1972

Borussia Mönchengladbach
- Bundesliga: 1974–75, 1975–76, 1976–77
- DFB-Pokal 1972–73
- DFL-Supercup: 1977
- European Cup: á quân 1976–77
- UEFA Cup: 1974–75, 1978–79; á quân 1972–73

FC Barcelona
- Copa del Rey: 1980–81
- UEFA Cup Winners' Cup: 1981–82

### Quốc tế
- UEFA European Championship huy chương đồng:1984

## Thống kê

### Câu lạc bộ
| Club performance | Club performance         | Club performance | League | League |
| Season           | Club                     | League           | Apps   | Goals  |
| Đức              | Đức                      | Đức              | League | League |
| ---------------- | ------------------------ | ---------------- | ------ | ------ |
| 1972–73          | Borussia Mönchengladbach | Bundesliga       | 8      | 0      |
| 1973–74          | Borussia Mönchengladbach | Bundesliga       | 9      | 2      |
| 1974–75          | Borussia Mönchengladbach | Bundesliga       | 34     | 18     |
| 1975–76          | Borussia Mönchengladbach | Bundesliga       | 34     | 16     |
| 1976–77          | Borussia Mönchengladbach | Bundesliga       | 34     | 12     |
| 1977–78          | Borussia Mönchengladbach | Bundesliga       | 31     | 17     |
| 1978–79          | Borussia Mönchengladbach | Bundesliga       | 28     | 11     |
| Tây Ban Nha      | Tây Ban Nha              | Tây Ban Nha      | League | League |
| 1979–80          | Barcelona                | La Liga          | 32     | 10     |
| 1980–81          | Barcelona                | La Liga          | 33     | 10     |
| 1981–82          | Barcelona                | La Liga          | 33     | 11     |
| Anh              | Anh                      | Anh              | League | League |
| 1982–83          | Charlton Athletic        | Second Division  | 16     | 9      |
| Đan Mạch         | Đan Mạch                 | Đan Mạch         | League | League |
| 1983             | Vejle                    | First Division   | 28     | 13     |
| 1984             | Vejle                    | First Division   | 13     | 6      |
| 1985             | Vejle                    | First Division   | 30     | 16     |
| 1986             | Vejle                    | First Division   | 24     | 13     |
| 1987             | Vejle                    | First Division   | 25     | 13     |
| 1988             | Vejle                    | First Division   | 23     | 4      |
| 1989             | Vejle                    | First Division   | 23     | 5      |
| Country          | Germany                  | Germany          | 178    | 76     |
| Country          | Spain                    | Spain            | 98     | 31     |
| Country          | England                  | England          | 16     | 9      |
| Country          | Denmark                  | Denmark          | 166    | 70     |
| Total            | Total                    | Total            | 458    | 186    |

### Quốc tế
| Denmark national team | Denmark national team | Denmark national team |
| Năm                   | Apps                  | Goals                 |
| --------------------- | --------------------- | --------------------- |
| 1972                  | 9                     | 5                     |
| 1973                  | 0                     | 0                     |
| 1974                  | 2                     | 1                     |
| 1975                  | 1                     | 0                     |
| 1976                  | 2                     | 1                     |
| 1977                  | 2                     | 2                     |
| 1978                  | 1                     | 1                     |
| 1979                  | 4                     | 1                     |
| 1980                  | 5                     | 2                     |
| 1981                  | 7                     | 3                     |
| 1982                  | 1                     | 0                     |
| 1983                  | 7                     | 4                     |
| 1984                  | 6                     | 0                     |
| 1985                  | 4                     | 0                     |
| 1986                  | 4                     | 0                     |
| Total                 | 55                    | 20                    |

### International goals
Scores and results list Denmark's goal tally first.
| #   | Date                      | Venue                                | Opponent    | Score | Kết quả | Competition                              |
| --- | ------------------------- | ------------------------------------ | ----------- | ----- | ------- | ---------------------------------------- |
| 1.  | ngày 3 tháng 7 năm 1972   | Laugardalsvöllur, Reykjavík, Iceland | Iceland     | 2–2   | 5–2     | Friendly                                 |
| 2.  | ngày 3 tháng 7 năm 1972   | Laugardalsvöllur, Reykjavík, Iceland | Iceland     | 4–2   | 5–2     | Friendly                                 |
| 3.  | ngày 27 tháng 8 năm 1972  | Drei Flüsse Stadion, Passau, Germany | Brasil      | 1–0   | 3–2     | 1972 Summer Olympics                     |
| 4.  | ngày 27 tháng 8 năm 1972  | Drei Flüsse Stadion, Passau, Germany | Brasil      | 3–2   | 3–2     | 1972 Summer Olympics                     |
| 5.  | ngày 29 tháng 8 năm 1972  | Rosenaustadion, Augsburg, Germany    | Iran        | 2–0   | 4–0     | 1972 Summer Olympics                     |
| 6.  | ngày 3 tháng 9 năm 1974   | Idrætsparken, Copenhagen, Denmark    | Indonesia   | 4–0   | 9–0     | Friendly                                 |
| 7.  | ngày 23 tháng 5 năm 1976  | Tsirion Stadium, Limassol, Cyprus    | Síp         | 1–1   | 5–1     | 1978 World Cup qualification             |
| 8.  | ngày 1 tháng 5 năm 1977   | Idrætsparken, Copenhagen, Denmark    | Ba Lan      | 1–1   | 1–2     | 1978 World Cup qualification             |
| 9.  | ngày 15 tháng 6 năm 1977  | Idrætsparken, Copenhagen, Denmark    | Thụy Điển   | 2–1   | 2–1     | 1972–77 Nordic Championship              |
| 10. | ngày 20 tháng 9 năm 1978  | Idrætsparken, Copenhagen, Denmark    | Anh         | 1–2   | 3–4     | 1980 European Championship qualification |
| 11. | ngày 6 tháng 6 năm 1979   | Idrætsparken, Copenhagen, Denmark    | Bắc Ireland | 3–0   | 4–0     | 1980 European Championship qualification |
| 12. | ngày 21 tháng 5 năm 1980  | Idrætsparken, Copenhagen, Denmark    | Tây Ban Nha | 1–1   | 2–2     | Friendly                                 |
| 13. | ngày 19 tháng 11 năm 1980 | Idrætsparken, Copenhagen, Denmark    | Luxembourg  | 4–0   | 4–0     | 1982 World Cup qualification             |
| 14. | ngày 15 tháng 4 năm 1981  | Idrætsparken, Copenhagen, Denmark    | România     | 1–1   | 2–1     | Friendly                                 |
| 15. | ngày 26 tháng 8 năm 1981  | Idrætsparken, Copenhagen, Denmark    | Iceland     | 2–0   | 3–0     | Friendly                                 |
| 16. | ngày 26 tháng 8 năm 1981  | Idrætsparken, Copenhagen, Denmark    | Iceland     | 3–0   | 3–0     | Friendly                                 |
| 17. | ngày 1 tháng 6 năm 1983   | Idrætsparken, Copenhagen, Denmark    | Hungary     | 3–1   | 3–1     | 1984 European Championship qualification |
| 18. | ngày 21 tháng 9 năm 1983  | Wembley Stadium, London, UK          | Anh         | 1–0   | 1–0     | 1984 European Championship qualification |
| 19. | ngày 12 tháng 10 năm 1983 | Idrætsparken, Copenhagen, Denmark    | Luxembourg  | 4–0   | 6–0     | 1984 European Championship qualification |
| 20. | ngày 16 tháng 11 năm 1983 | Olympic Stadium, Athens, Greece      | Hy Lạp      | 2–0   | 2–0     | 1984 European Championship qualification |